# Грабянка, Тадеуш
Граф Тадеуш Лещиц-Грабянка (Фаддей Иосифович Грабенка; пол. Tadeusz Grabianka; 1740—1807) — польский алхимик, мистик и оккультист. Староста ливский. Один из предтеч польского мессианизма. Сооснователь секты «Новый Израиль» (радикальная система масонства). Использовал французские псевдонимы Comte Ostap («граф Остап») и Comte Polonais («польский граф»).

## Ранние годы
Представитель шляхетского рода герба Лещиц. Благодаря стараниям матери (из рода Калиновских) с детства воспитывался во Франции при дворе бывшего короля Речи Посполитой обоих народов Станислава Лещинского (в то время герцога Лотарингии). Образование получил в Париже, где (предположительно) впервые познакомился с масонскими обществами и эзотерическими идеями.
После смерти отца в 1759 году вернулся в родную Подолию и, женившись на богатой наследнице Терезе Стадницкой, стал владельцем имений Сутковцы, Райковцы, Остапковцы, особняков во Львове и Каменце и 17-ти подольских сёл. Во время поминальной церемонии выступил с речью, в которой представил анализ знаков зодиака, под которыми заболел и умер его отец.
Умеренно занимался политикой, в 1770 году стал старостой ливским. Отремонтировал старый замок в Ливе. Стал именовать себя графом, хотя прав на использование титула не имел.

## В поисках тайного знания
Поворотным событием, повлиявшим на весь последующий образ жизни Грабянки, стало его пребывание в Берлине в 1778—1779 гг. и знакомство с видными представителями общества баварских иллюминатов аббатом Пернети и Брюмером. Первый из них после выхода из ордена бенедиктинцев отправился в Авиньон, где создал «академию истинных масонов», или Авиньонское общество, и попытался связать масонство с герметическим учением.

Брюмер принял Грабянку с торжественностью и объявил ему, что уже два года, повинуясь высшему велению, ожидает в Берлине странника, которого Небо хочет возвеличить, и что этот избранник именно он, Грабянка. Легковерный граф остался в Берлине и предался с Брюмером изучению каббалы. По выкладкам оказалось, что Грабянке предстоит семь лет уразуметь, семь лет повелевать и дважды семь лет царствовать.

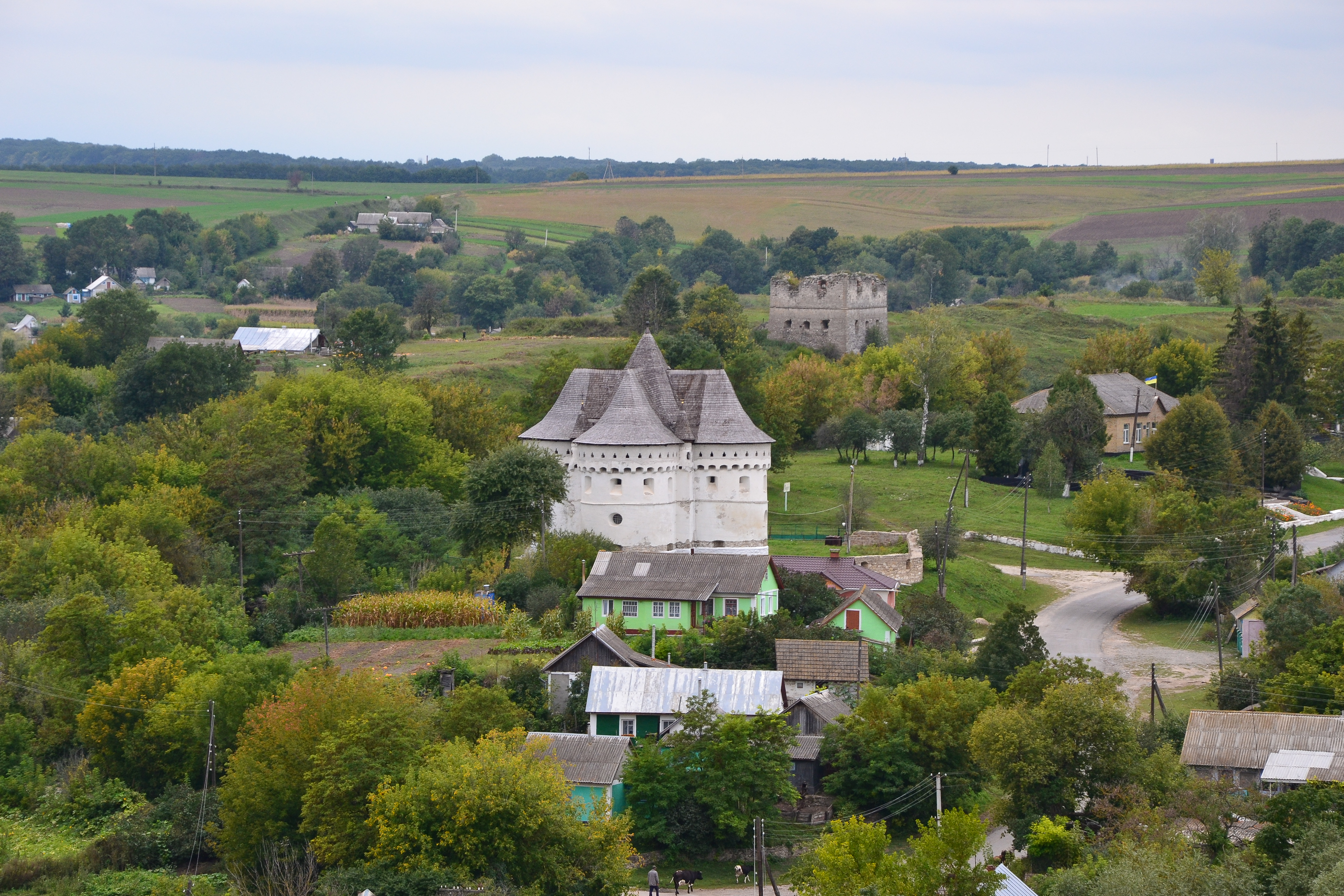
Руины резиденции Грабянки в Сутковцах

Честолюбивый Грабянка, увидев в этом предсказание польской короны, увлёкся изучением «тайных наук», вступил в общество, финансово поддерживал его, прошёл несколько уровней посвящения, и со временем стал играть ведущую роль в распространении идеологии иллюминатов. Для этого он в течение ряда лет путешествовал по Прусскому королевству и Речи Посполитой.
В своих подольских владениях граф принимал многих представителей герметических учений, философов, каббалистов, магов и алхимиков. В Остапковцах он основал лабораторию, где проводил опыты по получению философского камня. Высказывалось даже предположение, что граф Грабянка есть не кто иной, как граф Калиостро.
Передача семейного имущества в руки иллюминатов произвела раздор Грабянки с женой, которая поначалу разделяла его увлечение алхимией. Хотя в 1784 году супруги разделили имущество и разъехались, разорённый граф ещё долго жил на выплаты Терезы, а также сестры и других родственников. Позднее его содержали последователи.

## «Новый Израиль»
Оставив Польшу, Грабянка полностью посвятил себя делам ордена иллюминатов в Германии и Франции. Проживая в Авиньоне, основал секту (позднее масонскую ложу) «Народ Божий», или «Новый Израиль», которая в 1786 году была преобразована в «Общество авиньонских иллюминатов». Грабянка стал досточтимым мастером ложи, приняв титул «король Нового Израиля». Во Франции и других европейских странах к обществу примкнули Людвиг Вюртембергский, герцог Сёдерманландский и другие представители высшей аристократии. Братья уповали на общение с небесами, мистический обмен сведениями с бестелесными духами, занимались практической лабораторной алхимиею и магией.

Тадеуш Лещиц-Грабянка

Грабянка под псевдонимом графа Сутковского распространял своё учение и способствовал основанию новых лож в Лондоне и Италии, хотя 14 сентября 1791 года по приказу из Рима иллюминаты вынуждены были прекратить свою деятельность собственно в Авиньоне. На средства своих последователей выстроил церковь, служба в которой представляла собой «смешение разных религий и суеверных обрядов».
После Франции и Речи Посполитой граф возглавил отделение ордена «Нового Израиля» и в Российской империи. Поначалу в деятельность ордена ему удалось вовлечь таких влиятельных фигур, как князь Н. В. Репнин, граф С. Щ. Потоцкий и адмирал С. Плещеев. Впрочем, вельможи прерывали отношения с Грабянкой, когда им становилось ясно, что главным его побуждением «служило не религиозное чувство, а изучение магии и алхимии» и что собственно к масонству возглавляемая им организация не имела прямого отношения. Кроме того, ходили слухи, что Грабянка, «окружая себя своеобразной царственной обстановкой», имеет крамольные виды на польский престол.
Отделения «алхимической ложи» Грабянка открыл в своих имениях на Подолье: в Сутковцах в 1775 и в Остапковцах в 1788. В 1804 году секта Грабянки тайно переместилась во Львов (хотя масонство во владениях Габсбургов тогда было под запретом), а в 1806 — в Санкт-Петербург. В российской столице религиозно-мистическое общество графа Грабянки (ложа «Народ Божий», она же «Новый Израиль») собиралось в покоях цесаревича Константина Павловича или же в доме вдовы С. И. Плещеева. Деньги на роскошные обеды давал богатейший откупщик М. А. Ленивцев, разоривший впоследствии графа Зубова.
Растущая популярность общества Грабянки вызывала беспокойство петербургских розенкрейцеров, которые обвиняли своих конкурентов в занятиях чёрной магией. В 1807 году на волне масонофобии и галлофобии, вызванной наполеоновскими войнами, граф Грабянка был взят под стражу как распространитель «масонства в католическом духе» и возможный агент Наполеона. Это событие вызвало оживление в столичном обществе. Мистически настроенный князь А. Н. Голицын лично хлопотал перед императором о его освобождении. Собрания «Нового Израиля», о которых, по словам П. И. Голенищева-Кутузова, «было много говору и шуму в высоких кругах», постепенно сошли на нет. Сам Грабянка умер после шести месяцев, проведённых в Петропавловской крепости, как говорили тогда, приняв яд. Похоронен был в базилике Святой Екатерины на Невском проспекте.
По словам современника, видевшего его незадолго до смерти, «граф Грабянка был среднего роста, широк в плечах, волосы у него были седые, коротко остриженные, нос орлиный, зубы белые, которыми он гордился, грыз орехи и любил кожу ветчины, которую жевал свободно».